# Луї-Александр Бертьє
Луї-Александр Бертьє (фр. Louis Alexandre Berthier; 20 листопада 1753 — 1 червня 1815) — перший принц Ваграмський, герцог Валенженський, князь Невшательський; маршал та віце-конетабль часів Першої французької імперії; військовий міністр 1799—1807, начальник штабу Наполеона I Бонапарта у 1799—1814 роках.

## Нагороди
- 1788 — Орден Святого Людовика ступеня кавалера.
- 1803 — легіонер Почесного Легіону.
- 1804 — вищий офіцер Почесного Легіону.
- 1805 — знак Великого орла Почесного Легіону.
- 1809 — Великий хрест Гессенського ордена Заслуг ступеня командора.
- 1810 — Орден корони Вестфалії ступеня Великого командора.
- 1814 — Орден Святого Людовика ступеня командора.

### Іноземні нагороди
- 1804 — Орден Чорного орла ступеня кавалера (Пруссія).
- 1805 — Великий хрест ордена Чорного орла (Пруссія).
- 1806 — Орден Залізної корони ступеня вищого сановника (Італія).
- 1806 — Великий хрест Військового ордена Максиміліана Йосифа (Баварія).
- 1806 — Великий хрест ордена св. Генріха (Саксонія).
- 1807 — Орден Золотого орла ступеня кавалера (Вюртемберг).
- 1807 — Орден св. Андрія Первозванного ступеня кавалера (Російська імперія).
- 1808 — Великий хрест ордена Вірності (Баден).
- 1808 — Великий хрест ордена Святого Йосипа (Вюрцбург).
- 1810 — Великий хрест ордена св. Стефана Угорського (Австрійська імперія).[5]